# الأيكيكاي
الأيكيكاي (باليابانية:  財団法人合気会) هي منظمة أنشئت في عام 1940 من قبل كيشوماري أيوشيبا، (الابن الثالث أيشيبا) في طوكيو، بدعم من والده لتعزيز تنمية الأيكيدو والحفاظ على مبدئه الأصيل وترويجهه كما وضعهه المؤسس موريهيه أويشيبا. بوصفها المقر العام العالمي للأيكيدو، فهي المنظمة الأم المعنية بتنظيم وتطوير ونشر الأيكيدو عبر العالم.
أيكيكاي هو أيضا عبارة عن اسلوب أيكيدو التي بدأه كيشوماري أيوشيبا. هذا هو أيكيدو إلى حد بعيد الأكثر شيوعا. سعى كيشوماري أيوشيبا لتحديد وتقنين وتبسيط التدريس من قبل والده ترك للسماح للتنمية الدولية.
أسلوب أيكيكاي يتميز من قبل:
- سيولة التقنيات.
- والإيجاز النسبي للوحة الفنية؛
- رفض لفعالية فورية وإنما البحث عن صحة واكتساب مبادئ أيكيدو.
- وخصوصا توافر عالية والكرم من جانب يوكه (الذي يأخذ سقوط في أيكيدو).

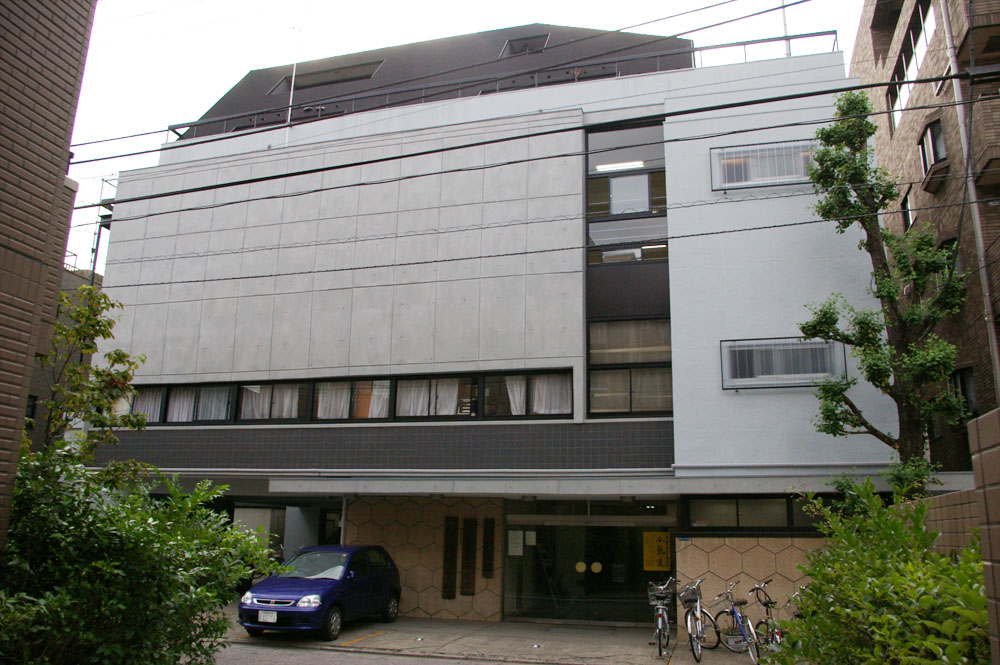
الأيكيكاي هومبو دوجو